# St. Charles (Kentucky)
St. Charles – miasto w Stanach Zjednoczonych, w stanie Kentucky, w hrabstwie Hopkins.